# Joseph H. Walker

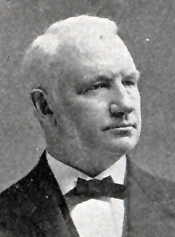
Joseph H. Walker (1896)

Joseph Henry Walker (* 21. Dezember 1829 in Boston, Massachusetts; † 3. April 1907 in Worcester, Massachusetts) war ein US-amerikanischer Politiker. Zwischen 1889 und 1899 vertrat er den Bundesstaat Massachusetts im US-Repräsentantenhaus.

## Werdegang
Im Jahr 1830 zog Joseph Walker mit seinen Eltern nach Hopkinton und 1843 nach Worcester. Er besuchte die öffentlichen Schulen seiner jeweiligen Heimat. In den folgenden Jahren stellte er Schuhe und Stiefel her. Von 1852 bis 1854 war er Gemeinderat in Worcester. 1868 gründete er in Chicago eine Lederwarenfabrik. Politisch schloss sich Walker der Republikanischen Partei an. In den Jahren 1879, 1880 und 1887 saß er als Abgeordneter im Repräsentantenhaus von Massachusetts.
Bei den Kongresswahlen des Jahres 1888 wurde Walker im zehnten Wahlbezirk von Massachusetts in das US-Repräsentantenhaus in Washington, D.C. gewählt, wo er am 4. März 1889 die Nachfolge von John E. Russell antrat. Nach vier Wiederwahlen konnte er bis zum 3. März 1899 fünf Legislaturperioden im Kongress absolvieren. Seit 1893 vertrat er dort als Nachfolger von John F. Andrew den dritten Distrikt seines Staates. Von 1895 bis 1899 war Walker Vorsitzender des Bank- und Währungsausschusses.
Nachdem er im Jahr 1898 nicht wiedergewählt worden war, nahm Joseph Walker seine früheren Tätigkeiten wieder auf. Er starb am 3. April 1907 in Worcester.